# Lonchophylla dekeyseri
Lonchophylla dekeyseri — вид родини листконосові (Phyllostomidae), ссавець ряду лиликоподібні (Vespertilioniformes, seu Chiroptera).

## Опис
Вага: від 10 до 12 грамів.

## Середовище проживання
Проживає в Серрадо в Бразилії.

## Життя
Мешкає в печерах в сухих лісах, пов'язаних з вапняними оголеннями і, здається, вимагає печери на сідало. Раціон складається в основному пилок і комах.